# Разсъдък
Разсъдъкът е част от мислещото съзнание, като способност за логическо осмисляне на заобикалящата ни действителност.
Разсъдъкът е познание за понятието за нещата и отношенията помежду им , както и способността за формиране на съждения (по Имануел Кант) въз основа възприятието от опита по пътя на обединението им във философски категории на мисленето.
Етимологичната характеристика на разсъдъка като понятие включва в себе си:
1. строго определяне на понятията едно спрямо друго;
2. способността за правилното им класифициране и възприятие;
3. непротиворечиво систематизиране на опит и знание.